# Antonio Porta (poeta)
Antonio Porta (wydający pod pseudonimem Leo Paolazzi; ur. 9 listopada 1935 w Wenecji, zm. 12 kwietnia 1989 w Rzymie) – autor, poeta, jeden z założycieli włoskiego ruchu literackiego Gruppo 63.

## Życiorys
Antonio Porta urodził się jako Leo Paolazzi w Wenecji w 1935. W 1958 został edytorem magazynu literackiego „Il Verri”. Napisał zbiór poematów wydanych w antologii I novissimi (1961), która zawierała dzieła Elia Pagliaraniego, Edoarda Sanguinetiego, Alfreda Giulianiego i Nanniego Balestriniego.

## Gruppo 63
Podczas swojej pracy w „Il Verri” zaczął współpracować z awangardowym włoskim ruchem Gruppo 63. Brał udział w zlotach grupy w Palermo, Reggio Emilia, La Sapienza i Fano.
Od 1963 do 1967 Porta brał aktywny udział w edycji innego awangardowego magazynu Malebolge z Reggio Emilia. Zaczął też wtedy tworzyć poezję wizualną. Wziął udział w wystawach między innymi w Padwie, Rzymie, Mediolanie i Londynie.

## Późniejsza kariera
Później pracował jako krytyk literacki dla włoskich gazet takich jak „Il Corriere della Sera” czy „Il Giorno”. Współpracował także z „Tuttolibri”,  „Panoramą” i „L'Europeo”. Był też dyrektorem oraz edytorem miesięcznika „Alfabeta” i „La Gola”.
Od 1982 do 1988 nauczał na Uniwersytecie „Gabriele d’Annunzio” w Chieti, następnie na uniwersytetach Yale, w Pawii, oraz „La Sapienza”, a także na Uniwersytecie Bolońskim.

## Dzieła
- Calendario, Schwartz, Mediolan, 1956, pod pseudonimem Leo Paolazzi
- La palpebra rovesciata, Azimuth, Mediolan, 1960
- I novissimi, edycja il verri, Mediolan, 1961
- Zero, numerowana edycja, Mediolan, 1963
- Aprire, wiersze, All’Insegna del Pesce d’Oro, Mediolan, 1964
- I rapporti, wiersze, Feltrinelli Editore, Mediolan, 1966
- Partita, powieść, Feltrinelli Editore, Mediolan, 1967
- Cara, wiersze, Feltrinelli Editore, Mediolan, 1969
- Metropolis, wiersze, Feltrinelli Editore, Mediolan, 1971
- Week-end, wiersze, Cooperativa Scrittori Editrice, Rzym 1974
- La presa di potere di Ivan lo sciocco, sztuka, Einaudi Editore, Turyn, 1974
- Quanto ho da dirvi, zbiór wierszy od 1958 do 1975, Feltrinelli Editore, Mediolan, 1977
- Il re del magazzino, novel, Arnoldo Mondadori Editore, Mediolan, 1978
- Pin Pidìn, wiersze dla dzieci (z Giovanni Raboni), Feltrinelli Editore, Mediolan,1978.
- Passi Passaggi, wiersze, Arnoldo Mondadori Editore, Mediolan, 1980
- Se fosse tutto un tradimento, opowiadanie, Guanda Editore, Mediolan, 1981
- L’aria della fine, wiersze, Lunarionuovo, Katania, 1982
- Emilio, krótkie wiersze dla dzieci, Emme Edizioni, Mediolan, 1982
- La poesia che dice no, film dla telewizji, La Spezia, 1983
- Invasioni, wiersze, Arnoldo Mondadori Editore, Mediolan, 1984
- Nel fare poesia, antologia ze wstępem dot. jego metod pisania, Sansoni, Florencja, 1985
- La stangata persiana, sztuka, Corpo 10, Mediolan, 1985
- La festa del cavallo, sztuka, Corpo 10, Mediolan, 1986
- Melusina, una ballata e diario, Crocetti Editore, Mediolan, 1987
- Il giardiniere contro il becchino, Arnoldo Mondadori Editore, Mediolan, 1988
- Partorire in chiesa, opowiadanie, Libri Scheiwiller, Mediolan, 1990
- Il Progetto Infinito, edycja Giovanni Raboni, Quaderni Pier Paolo Pasolini, Rzym, 1991
- Los(t) angeles, powieść, Vallecchi Editore, Florencja, 1996
- Poesie 1956-1988 edycja Niva Lorenzini, Oscar Mondadori, Mediolan, 1998
- Yellow, wiersze, edycja Niva Lorenzini, Mondadori, Mediolan, 2002
- Tutte le poesie, edycja Niva Lorenzini, Garzanti, Mediolan, 2009
- La scomparsa del corpo, zbiór wszystkich jego opowiadań, Manni Editori, Lecce, 2010
- Piercing the Page: Selected Poems 1958-1989, edycja ze wstępem Gian Maria Annovi oraz esejem Umberto Eco, Otis – Seismicity, Los Angeles, 2012